# Eerste klasse 2006-07 (basketbal België)
Het seizoen 2006-2007 was de 60e editie van de hoogste basketbalcompetitie. Opnieuw reguliere competitie van 36 speeldagen waarbij elk team elkaar 4 maal ontmoet, daarna volgen de play-offs met 6 ploegen. Telindus BC Oostende behaalde voor de twaalfde keer de titel.Okapi Aalstar promoveerde, vier jaar na het verdwijnen van Okapi Aalst.

## Eindstand
|  |    |                                   | P  | W  | V  | G | Ptn |
|  | -- | --------------------------------- | -- | -- | -- | - | --- |
|  | 1  | Spirou BC Charleroi               | 36 | 25 | 11 | 0 | 86  |
|  | 2  | Telindus BC Oostende              | 36 | 23 | 13 | 0 | 82  |
|  | 3  | Sanex Antwerp Giants              | 36 | 22 | 14 | 0 | 80  |
|  | 4  | Euphony Bree BBC                  | 36 | 22 | 14 | 0 | 80  |
|  | 5  | Okapi Aalstar                     | 36 | 20 | 16 | 0 | 76  |
|  | 6  | Dexia Mons-Hainaut                | 36 | 19 | 17 | 0 | 74  |
|  | 7  | R. Go Pass Verviers-Pepinster     | 36 | 15 | 21 | 0 | 66  |
|  | 8  | BC Liège Basket                   | 36 | 13 | 23 | 0 | 62  |
|  | 9  | Royal Atomia Brussels             | 36 | 11 | 25 | 0 | 58  |
|  | 10 | Passe Partout Basket Groot Leuven | 36 | 10 | 26 | 0 | 56  |

## Play-offs
- Best of three Halve Finales

Telindus BC Oostende - Sanex Antwerp Giants 84-61
Sanex Antwerp Giants - Telindus BC Oostende 90-97
Spirou BC Charleroi - Euphony Bree BBC 72-96
Euphony Bree BBC - Spirou BC Charleroi 94-91 nv
- Best of five

Telindus BC Oostende - Euphony Bree BBC 81-61
Euphony Bree BBC - Telindus BC Oostende 86-77
Telindus BC Oostende - Euphony Bree BBC 89-70
Euphony Bree BBC - Telindus BC Oostende 77-76
Telindus BC Oostende - Euphony Bree BBC 100-77
1928 · 1929 · 1930 · 1931 · 1932 · 1933 · 1934 · 1935 · 1936 · 1937 · 1938 · 1939 · 1940 · 1941 · 1942 · 1943 · 1944 · 1945 · 1946 · 1947 · 1948 · 1949 · 1950 · 1951 · 1952 · 1953 · 1954 · 1955 · 1956 · 1957 · 1958 · 1959 · 1960 · 1961 · 1962 · 1963 · 1964 · 1965 · 1966 · 1967 · 1968 · 1969 · 1970 · 1971 · 1972 · 1973 · 1974 · 1975 · 1976 · 1977 · 1978 · 1979 · 1980 · 1981 · 1982 · 1983 · 1984 · 1985 · 1986 · 1987 · 1988 · 1989 · 1990 · 1991 · 1992 · 1993 · 1994 · 1995 · 1996 · 1997 · 1998 · 1999 · 2000 · 2001 · 2002 · 2003 · 2004 · 2005 · 2006 · 2007 · 2008 · 2009 · 2010 · 2011 · 2012 · 2013 · 2014 · 2015 · 2016 · 2017 · 2018 · 2019 · 2020 · 2021